# Sinaïgebergte
Het Sinaïgebergte ligt in het zuiden van het schiereiland Sinaï in Egypte.
De Sinaïberg is de bekendste berg in het gebied. Het is de berg waar God volgens Exodus 20:1 de Tien geboden aan Mozes gaf. De hoogste berg is de Katharinaberg, vlak bij het Katharinaklooster.